# Władysław Śliwa
Władysław Śliwa, nazwisko konspiracyjne Stanisław Imiołek; używał również nazwiska Śliwa-Imiołek; ps. Wacek (ur. 12 sierpnia 1919 w Dziewięczycach, zm. 18 grudnia 1976 w Warszawie) – uczestnik II wojny światowej w szeregach Gwardii Ludowej i Armii Ludowej, funkcjonariusz aparatu bezpieczeństwa. Brat Romana Śliwy.

## Życiorys
Syn Wincentego i Bronisławy. Po ukończeniu siedmiu klas szkoły powszechnej skończył dwa lata kursów dokształcających; z trzeciego roku został wydalony za działalność komunistyczną. Od 1935 członek KZMP. Po agresji niemieckiej na Polskę w 1939 r. wywieziony na przymusowe roboty do Niemiec. 
Po ucieczce z robót od 1942 w PPR oraz GL i AL. W latach 1943–1944 był komendantem 11 (miechowskiego) Okręgu AL oraz współorganizatorem 1 Brygady AL im. Bartosza Głowackiego. Po bitwach pod Baranowem i Kikowem przebił się wraz z brygadą przez linię frontu niemiecko-radzieckiego na przyczółek baranowsko-sandomierski. 
1 września 1944 został kierownikiem WUBP w Rzeszowie, a 13 stycznia 1945, w związku ze styczniową ofensywą Armii Czerwonej, został skierowany do województwa krakowskiego gdzie pełnił służbę w stopniu majora jako szef WUBP w Krakowie (do 3 kwietnia). 1 kwietnia 1945 został kierownikiem Grupy Operacyjnej MBP Dolny Śląsk, a od 1 stycznia 1946 pracował w centrali MBP w Warszawie m.in. jako naczelnik Wydziału II Departamentu III i naczelnik Wydziału VI Departamentu I MBP. 
Od 16 kwietnia 1951 słuchacz Kursu Aktywu Kierowniczego MBP, po którym 1 listopada 1951 został zastępcą szefa WUBP w Łodzi. Od 1 grudnia 1952 zastępca szefa i p.o. szefa WUBP/WUdsBP w Koszalinie. Od 1 sierpnia 1955 do 1 września 1956 słuchacz Rocznej Szkoły Operacyjnej w Moskwie, następnie zastępca szefa WUdsBP w Warszawie (do 28 listopada 1956). Następnie był inspektorem i starszym inspektorem w Biurach SB MSW i Departamentach SB MSW. Członek PZPR.
Pochowany na cmentarzu Wojskowym na Powązkach, kwatera A 16-4-14.

## Ordery i odznaczenia
- Order Krzyża Grunwaldu III klasy (20 grudnia 1945)[6]
- Krzyż Oficerski Orderu Odrodzenia Polski (3 lutego 1947)[7]
- Krzyż Kawalerski Orderu Odrodzenia Polski (10 października 1945)[8]
- Krzyż Walecznych (1 stycznia 1947)[9]